# Christoph Kommerell
Christoph Kommerell (* 28. August 1571 in Tübingen; † 29. Dezember 1642 ebenda) war ein Weißgerber in Tübingen. Er war zudem ein Rats- und Gerichtsverwandter.

## Leben
Christoph Kommerell war der jüngste der die Kindheit überlebenden Söhne des Tübinger Bäckers Fabian Kommerell und dessen zweiter Frau Anna geb. Seckler. Er machte eine Gerberlehre und spezialisierte sich später als Weißgerber. Am vierten Sonntag nach Ostern (Cantate) 1594 heiratete er Margarete Kienlin (* 19. Januar 1570 in Tübingen; † vor 1597, Tochter des aus Kirchheim unter Teck stammenden Bernhard Kienlin), mit der er nur eine Tochter hatte, weil sie früh verstarb. Seine zweite Frau, die er am 1. Sonntag nach Pfingsten 1597 heiratete, war Barbara geb. Storr (* vor 1580; † 13. November 1610), Tochter des Tübinger Bürgers Christoph Storr. Mit ihr hatte er zehn Kinder, von denen allerdings nur vier – eine Tochter und drei Söhne – das Erwachsenenalter erreichten. Mit seiner dritten Frau, Agnes (* um 1571; † 14. Mai 1646), der Witwe des Tübingers Martin Keller, hatte er noch einen Sohn.
Kommerell erfreute sich guten Ansehens und wurde als dritter der Kommerells – nach seinem Vater und dem am 8. Oktober 1610 verstorbenen älteren Bruder Nicolaus, offenbar als Ersatz für den Letzteren in den Tübinger Rat aufgenommen. Ratsverwandter war nachweisbar seit 1611, 1635 stieg er zum Gerichtsverwandten (bis 1639) auf.
Den Beruf des Vaters nahmen zwei seiner Söhne an, zwei Töchter heirateten Gerber, nur einer seiner Söhne wurde wie der Großvater Bäcker.
Christoph Kommerell kam zu einem ansehnlichen Vermögen, er besaß ein Haus (im Wert von 1350 fl) in der Marktstraße (heute Marktgasse). Er hinterließ ein notariell am 20. Mai 1637 aufgenommenes Testament, aus dem sich ergibt, dass ihm die gerechte Aufteilung seines Vermögens sehr wichtig war. Das Haus sollten seine beiden Söhne Christoph und Johann Jacob, die auch Gerber geworden waren, gemeinsam behalten und die Ansprüche der übrigen vier Geschwister mit anderen Liegenschaften oder Gülten ausgleichen. Es ergibt sich ferner, dass Christoph Kommerell mit seinem Schwiegersohn, dem Rotgerber Johann Jacob Betz, zerstritten war. Kommerells Tochter Dorothea starb acht Monate nach der Heirat mit Betz bei der Geburt eines Kindes, das überlebte. Obwohl Kommerell genug Gründe gehabt hätte, Betz vom Erbe ganz auszuschließen, entschied er sich, den Pflichtteil seinem Enkelkind, das er offenbar nicht kannte, zur Verfügung zu stellen. Um sicherzustellen, dass das Geld nur dem Enkelkind, aber nicht seinem Vater zugute käme, sollte der Pflichtteil von einem „von der Obrigkeit angeordneten Pfleger“ verwaltet werden.

## Kinder
mit der ersten Frau Margarete geb. Kienlin
- Anna Maria (* 2. Februar 1596; † 5. Juli 1635, ⚭ 26. November 1616 Conrad Eippart (1593–1635), Rotgerber, Sohn von Michael Eippart)

mit der zweiten Frau, Barbara geb. Storr
- Hans David. (* 15. März 1598; † 25. Februar 1602)
- Dorothea (* 29. April 1599; † 22. Dezember 1630 in Tübingen, ⚭ 20. April 1630 Johann Jacob Betz (um 1606–1654), Rotgerber)
- Christoph (* 5. September 1601; † als Kind)
- Barbara (* 28. April 1602; † als Baby)
- Barbara (* 4. September 1603)
- Johann David (* 25. Dezember 1604; † als Kind)
- Christoph (* 4. März 1606; † als Baby)
- (Jung) Christoph (* 4. Juni 1607; † vor 15. April 1673), Rotgerber
- Johann David (* 12. November 1608; † 17. Februar 1652 (?) in Stuttgart)
- Johann Jacob (* 15. Januar 1610; † 25. August 1677), Weißgerber

mit der dritten Frau, Agnes Keller
- Johann Martin (* 22. März 1613; † 2. Januar 1656), Bäcker